# P. J. Plauger
P. J. Plauger é um autor e empresário. Ele escreveu e co-escreveu artigos e livros sobre o estilo de programação, ferramentas de software, bem como para a linguagem de programação C.
Ele Fundou Whitesmiths, a primeira empresa a vender compilador C e sistemas operacionais similares ao Unix (Idris). Ele foi, desde então, envolvido na padronização do C ou C++ e agora é o presidente do Dinkumware.
Plauger escreveu uma história curta de ficção científica, "Crianças de Todas as Idades", publicado pela primeira vez na Analog em uma antologia intitulada Children of the Future(Crianças do Futuro), cujo herói agraciado com a imortalidade antes de atingir puberdade e verificar que ser  uma criança que nunca cresce acima está longe da existência idilica de Peter Pan. A história foi indicada ao Hugo Award em 1976.

## ligações Externas
- site pessoal
- site da empresa Dinkumware